# Valentin Schmidt (Zisterzienser)
Valentin Schmidt, OCist (auch Franz Valentin Schmidt; tschechisch František Valentin Schmidt; * 5. Januar 1863 in Rosenthal; † 28. März 1927 in Hohenfurt) war Zisterzienser der Abtei Hohenfurt, Gymnasiallehrer, Heimatforscher,  Diplomatiker und Archivar.

## Leben
Valentin Schmidt besuchte die Volksschule in seinem Heimatort und danach das Gymnasium in Krumau, wo er 1883 die Reifeprüfung mit Auszeichnung ablegte. Im selben Jahr trat er als Novize in das Zisterzienserstift Hohenfurt ein. 1887 wurde er zum Priester geweiht und legte zugleich die Ordensgelübde ab, wobei er zu seinem Vornamen Franz den Ordensnamen Valentin annahm. Anschließend war er Kaplan in Unterhaid und danach in Höritz, wo er den Text der Höritzer Passionsspiele überarbeitete. 1889 immatrikulierte er sich an der Prager Karl-Ferdinands-Universität für die Fächer Geschichte, Geographie und Deutsch. 1893 legte er die Lehramtsprüfung ab, ein Jahr später promovierte er in Philosophie. Von 1895 bis 1899 war der Direktor des Zisterziensergymnasiums Mehrerau bei Bregenz, 1899 bis 1901 lehrte er an der deutschen Realschule in Budweis und anschließend ein halbes Jahr am Stiftsgymnasium Melk. Als Nachfolger des Zisterziensers Willibald Ladenbauer, der zum Prior von Hohenfurt ernannt wurde, unterrichtete er von 1902 bis 1921 Geschichte am deutschen Gymnasium in Budweis.
Ab dem Schuljahr 1921/22 leitete Schmidt das neu errichtete Stiftsgymnasium in Hohenfurt. Nach dem Tod des Priors Willibald Ladenbauer wurde er 1926 zum Stiftsarchivar ernannt, starb jedoch schon ein Jahr später.
Valentin Schmidt verfasste zahlreiche Werke zur Geschichte und Besiedlung Südböhmens sowie des Böhmerwaldes und gab mehrere Urkundenwerke heraus. Zudem verfasste er zahlreiche Aufsätze, die u. a. in den Mitteilungen des Vereins für Geschichte der Deutschen in Böhmen erschienen.

## Werke (Auswahl)
- Das Urbar der Herrschaft Rosenberg von 1598. Prag 1896.
- Urbar des Cistercienser-Stiftes Hohenfurt aus dem Jahre 1530. Bregenz 1896 (landesbibliothek.at).
- Braubetrieb und Braustätten in Südböhmen. Prag 1900.
- Budweis und die Wittigonen bis zum Beginne der Hussitenkriege. Budweis 1900.
- Handelswege und Handelszentren in Südböhmen. 1901.
- Zur Geschichte der Gegenreformation in Südböhmen. 1902.
- Kulturelle Beziehungen zwischen Südböhmen und Passau. 1907.
- Die kirchlichen Verhältnisse in Südböhmen seit dem Ende des Hussitenkrieges bis zur Bannung des Königs Georg von Podiebrad. (1436–1466). Budweis 1909.
- Zur Geschichte des Krummauer Bergbaues. Budweis 1915.
- Versuch einer Siedlungs-Geschichte des Böhmerwaldes. Verlag des Vereines Böhmerwaldmuseum in Oberplan, Budweis 1923 (landesbibliothek.at).
- mit Alois Picha: Urkundenbuch der Stadt Krummau in Böhmen.
  - 1. Band: 1253–1419 (= Beiträge zur Geschichte Böhmens. IV. Städte- und Urkundenbücher aus Böhmen. Band 5). Prag 1908 (bsb-muenchen.de).
  - 2. Band: 1420–1480 (= Beiträge zur Geschichte Böhmens. IV. Städte- und Urkundenbücher aus Böhmen. Band 6). Prag 1910.